# Concierto para violín n.º 3 (Saint-Saëns)
El Concierto para violín y orquesta n.º 3 en si menor, Op. 61, de Camille Saint-Saëns, es una obra para violín y orquesta, escrita en marzo de 1880. Saint-Saëns dedicó el concierto a su colega compositor y virtuoso Pablo de Sarasate, que interpretó la parte solista en el estreno en octubre de 1880. La obra está compuesta en tres movimientos:
- Allegro non troppo
- Andantino quasi allegretto
- Molto moderato e maestoso - Allegro non troppo

Aunque el tercer y último concierto para violín de Saint-Saëns parece ser menos exigente técnicamente en la parte solista que sus predecesores, su invención melódica y su sutileza impresionista suponen importantes retos interpretativos. Esto es más notable en el segundo movimiento y la coral del final, que es una reminiscencia del final del Concierto para piano y orquesta n.º 4. Posiblemente a causa de esto, el concierto de Sarasate junto con la Introducción y rondó caprichoso, Op. 28, y el Havanaise, Op. 83 siguen considerándose las principales obras concertantes para violín de Saint-Saëns que siguen interpretándose con regularidad hoy en día.

## Instrumentación
La obra está escrita para violín solista, 2 flautas/flautín, 2 oboes, 2 clarinetes, 2 fagotes, 2 trompas, 2 trompetas, 3 trombones, timbales y cuerda.